# Народная воля (газета, Беларусь)
«Наро́дная во́ля» — белорусская общественно-политическая газета. Основана в 1995 году бывшим главным редактором «Народной газеты» (печатный орган Верховного Совета Республики Беларусь) Иосифом Сере́дичем.

## Описание
С момента своего создания газета позиционировала себя как оппозиционную А. Лукашенко. Кроме критических материалов, издание охотно предоставляло трибуну широкому спектру оппозиционных политиков и в значительной степени включено во внутриполитическую коммуникацию.
Газета активно участвовала в информационном обеспечении практически всех политических кампаний, начиная с 1996 года. Участие включало в себя размещение информационных материалов, предоставление места для рекламной политической информации, издание спецвыпусков и т. д. Тесная связь между политической оппозицией и газетой сохраняется и в настоящее время.
В период с ноября 2005 по декабрь 2008 года «Народная воля» была исключена из каталога подписки РУП «Белпочта» и распространялась усилиями энтузиастов. В декабре 2008 вновь вошла в каталог и стала продаваться в киосках Белсоюзпечати.
В настоящее время газета является наиболее популярным белорусским негосударственным печатным изданием, хотя её часто критикуют за политизированность и консерватизм.
Выходит 2 раза в неделю, по вторникам и пятницам.
В конце апреля 2023 года газета приостановила на месяц выпуск PDF-версии из-за финансовых трудностей и обратилась за помощью к читателям и спонсорам.

## Цензура и репрессии
25 августа 2020 года Белорусский дом печати отказался печатать свежий номер «Народной воли» будто из-за поломки станка. В эти же сроки и по той же причине не вышли в свет три номера «Комсомольской правды в Белоруссии» и по номеру «БелГазеты» и «Свободных новостей плюс» — все четыре газеты освещали протесты в Белоруссии.
После этого «Народная воля» печаталась некоторое время в Москве, но московская типография «Прайм принт Москва» разорвала договор с редакцией и бумажный выпуск газеты прекратился. 13 ноября 2020 года весь тираж «Народной Воли» (печатался в России) был изъят из редакции неизвестными людьми, не предъявившими документов (предположительно силовики). Кроме того, на «Народную Волю» подала в суд Белпочта за непоставку тиража.
По состоянию на январь 2021 года ввиду отказа белорусских типографий печатать, а Белпочты и Белсоюзпечати распространять, «Народная воля» по-прежнему не печатается.
Ожидалось, что со 2 апреля 2021 года возобновится издание газеты в бумажном виде, но «Полиграфический комплекс», с которым редакция заключила договор, в последний момент отказался печатать тираж и вернул аванс, чтобы, по словам его владельцев, не потерять бизнес: на московскую типографию «наехали на очень высоком уровне». Газета выходит только в формате .pdf.
В июне 2021 года с факультета журналистики БГУ отчислили Глафиру Жук, так как девушка не сдала сессию, во время которой она была за решёткой. Как журналистка «Народной воли» в мае 2021 года она освещала дело студентов и преподавателей ВУЗов в Доме правосудия в Минске, но за это её 29 мая задержали, обвинили в несанкционированном пикетировании и осудили на 30 суток.
В 2021 году Белпочта по иску об упущенной выгоде от нереализованных тиражей выиграла суд у газеты, которую перестали печатать в Беларуси и России: экономический суд Минска удовлетворил требования на общую сумму более 108 000 BYN.
В июне 2023 года Министерство информации аннулировало свидетельство о регистрации газеты, 31 июля её сайт перестал обновляться, а 4 августа Иосиф Середич покинул пост главного редактора газеты. Новым её владельцем стала фирма «Гипер ПК». 8 августа сайт и Telegram-канал «Народной воли» возобновили работу под названием «НВ», а спустя месяц СМИ, по наблюдению «Нашей Нивы», перешло на провластные нарративы и позиции. 7 декабря сайт и Telegram-канал «Народной воли» перестали обновляться.

## Награды
В 2002 году издание получило премию имени Герда Буцериуса «Свободная пресса Восточной Европы».